# Józef Znamirowski
Józef Znamirowski herbu Rawicz (ur. 14 sierpnia 1839 w Krowicy Hołodowskiej w pow. cieszanowskim, zm. 17 sierpnia 1906 w Krynicy) – ziemianin i przedsiębiorca naftowy, powstaniec styczniowy, burmistrz Krynicy, poseł demokratyczny do austriackiej Rady Państwa.
Uczestnik powstania styczniowego, ranny w nogę. Złapany przez Rosjan i skazany na 5 lat zesłania na Syberię. Po odbyciu kary powrócił do Galicji.
Ziemianin, właściciel dóbr Lipiny w pow. jaworowskim i znajdującej się tam kopalni ropy naftowej "Nafta". Był także znanym pszczelarzem. Zamieszkiwał na stałe w Krynicy-Zdroju, gdzie posiadał otwarty w 1864 „Hotel Warszawski” oraz dwupiętrowy pensjonat „Trzy Róże” (80 pokoi), w których m.in. zatrzymywali się w trakcie pobytu w uzdrowisku Jan Matejko i Ignacy Kraszewski, a także przedstawiciele arystokracji: Lubomirscy, Potoccy, Radziwiłłowie, Sapiehowie, Czartoryscy. Zięć malarza Alfreda Schouppé (1812–1899), który od 1897 do śmierci mieszkał w Krynicy i Muszynie. Burmistrz Krynicy (1889-1906), w ciągu swoich rządów przyczynił się do znaczącego rozwoju tej miejscowości i uzyskania przez nią statusu uzdrowiska. Przyczynił się do wyremontowania kościoła parafialnego NMP w Krynicy. Z jego inicjatywy wybudowano Halę Targową – otwartą długo po jego śmierci w 1927 roku.  
Od 1861 działacz Polskiego Stronnictwa Demokratycznego. Członek Rady Powiatu w Gorlicach (1882-1886). Poseł do austriackiej Rady Państwa IX kadencji (27 marca 1897 – 8 czerwca 1900), z kurii V powszechnej, z okręgu wyborczego nr 4 (Nowy Sącz-Stary Sącz-Muszyna-Limanowa-Mszana Dolna-Nowy Targ-Czarny Dunajec-Krościenko-Jordanów-Maków-Grybów-Ciężkowice-Gorlice-Biecz). Członek Koła Polskiego w Wiedniu, gdzie należał do frakcji posłów demokratycznych. Uczestnik Wiecu Słowiańskiego w Krakowie (12 grudnia 1897). 
Pochowany na cmentarzu parafialnym w Krynicy-Zdroju. 

## Rodzina i życie prywatne
Urodził się w rodzinie ziemiańskiej, syn Michała Karola i Zofii z Jaszewskich. Ożenił się z Antoniną z domu Schouppé (1845-1927), mieli trzy córki: Jadwigę, Celestynę i Janinę (1876-1952) oraz syna Michała (1887-1971). 